# Мадс Бідструп
Мадс Бі́дструп (дан. Mads Bidstrup; нар. 25 лютого 2001) — данський футболіст, півзахисник австрійського клубу «Ред Булл».

## Клубна кар'єра
Уродженець данського міста Кеге, що в регіоні Зеландія. Починав займатися футболом у команді «Герфельге», також тренувався в командах «Брондбю» та «Копенгаген». У січні 2018 року перейшов до академії німецького клубу «РБ Лейпциг». Сума компенсації становила 15 млн крон. Виступав за молодіжну команду. У липні 2020 року, попри те, що в нього залишалося три роки контракту, залишив Лейпциг.
16 липня 2020 року Мадс підписав трирічний контракт з «Брентфордом», з опцією продовження на один рік. Планувалося, що перший сезон гравець розпочне в молодіжній команді англійців, проте на збори він поїхав із командою першою. Під час зборів Мадс зазнав травми коліна, і пропустив першу половину сезону через операцію. З лютого 2021 року півзахисник, включений до основного складу команди, став постійно потрапляти в заявку на матчі. 10 квітня 2020 року Мадс дебютував у Чемпіоншипі в поєдинку проти «Престон Норт Енда», вийшовши на заміну на 83-й хвилині замість Віталі Янельта. Загалом у дебютному сезоні провів 6 зустрічей, у тому числі зіграв і у фіналі плей-оф Чемпіоншипу, вийшовши на заміну у переможному поєдинку з «Суонсі Сіті», який допоміг «Брентфорду» вперше вийти в англійську Прем'єр-лігу.
13 серпня 2021 року Бідструп разом із клубом дебютував у Прем'єр-лізі в матчі проти лондонського «Арсеналу». Гравець з'явився на заміну на 80-й хвилині замість Франка Оньєки та допоміг «Брентфорду» утримати сенсаційну перемогу з рахунком 2:0. Загалом до кінця року зіграв лише у 4 іграх чемпіонату.
29 січня 2022 року повернувся на батьківщину, відправившись в оренду до клубу «Норшелланн» до кінця сезону. По його завершенні, 5 липня, оренду продовжили ще на один сезон.
17 липня 2023 року Бідструп приєднався до австрійської команди «Ред Булл» (Зальцбург), підписавши п'ятирічний контракт. Він провів 36 матчів і забив два голи в усіх турнірах протягом сезону 2023/24 і став віцечемпіоном Австрії.

## Виступи за збірні
Також Бідструп виступав за юнацькі та молодіжну збірні Данії різного віку.